# Mount Stanley, Antarktis
Mount Stanley är ett berg i Antarktis. Det ligger i Östantarktis. Nya Zeeland gör anspråk på området. Toppen på Mount Stanley är 3 220 meter över havet.
Terrängen runt Mount Stanley är kuperad söderut, men norrut är den bergig. Trakten är obefolkad. Det finns inga samhällen i närheten.